# Neředín
Neředín (Duits: Neretein, Tsjechisch vroeger ook: Neřetín) is tegenwoordig een wijk in Olomouc. In Neředín wonen ongeveer 10.000 mensen. Tot 1919 was Neředín een zelfstandige gemeente. Aan de rand van de bebouwde kom van Neředín bevinden zich een campus van de Palacký-Universiteit Olomouc en het vliegveld letiště Olomouc.

## Geschiedenis
- 1234 - Eerste vermelding van Neředín.

## Aanliggende (kadastrale) gemeenten
| Aanliggende (kadastrale) gemeenten1 | Aanliggende (kadastrale) gemeenten1 | Aanliggende (kadastrale) gemeenten1 | Aanliggende (kadastrale) gemeenten1 | Aanliggende (kadastrale) gemeenten1 |
| ----------------------------------- | ----------------------------------- | ----------------------------------- | ----------------------------------- | ----------------------------------- |
|                                     |                                     | Řepčín                              |                                     | Hejčín                              |
|                                     |                                     |                                     |                                     |                                     |
| Topolany                            |                                     |                                     |                                     |                                     |
|                                     |                                     |                                     |                                     |                                     |
| Hněvotín                            |                                     |                                     |                                     | Nová Ulice                          |

1Cursief geschreven namen zijn andere kadastrale gemeenten binnen Olomouc.
Bělidla ·
Černovír ·
Droždín ·
Chomoutov ·
Chválkovice ·
Hejčín ·
Hodolany ·
Holice ·
Klášterní Hradisko ·
Lazce ·
Lošov ·
Nedvězí ·
Nemilany ·
Neředín ·
Nová Ulice ·
Nové Sady ·
Nový Svět ·
Olomouc-město ·
Pavlovičky ·
Povel ·
Radíkov ·
Řepčín ·
Slavonín ·
Svatý Kopeček ·
Topolany ·
Týneček